# Maltesische Badmintonmeisterschaft 2012
Die Maltesische Badmintonmeisterschaft 2012 fand Anfang Mai 2012 in Cospicua und Msida statt. Der vollständige Titel des Wettbewerbs war 41st Paddy Stubbs Memorial National Championships.

## Austragungsorte
- St. Martin’s College, Swatar, Msida
- Cottonera Sports Complex, Cospicua

## Finalergebnisse
| Disziplin    | Sieger                                  | Finalist                                    | Ergebnis            |
| ------------ | --------------------------------------- | ------------------------------------------- | ------------------- |
| Herreneinzel | David Cole                              | Stefan Salomone                             | 12:21, 21:19, 21:14 |
| Dameneinzel  | Fiorella Marie Sadowski                 | Dominique Francica                          | 21:15, 22:20        |
| Herrendoppel | Stefan Salomone Aldo Polidano           | Kenneth Vella David Cole                    | 21:6, 21:17         |
| Damendoppel  | Dominique Francica Catriona Francica    | Marica Micallef Jacqueline Abela Degiovanni | 21:18, 20:22, 21:9  |
| Mixed        | Stefan Salomone Fiorella Marie Sadowski | Samuel Cali Jacqueline Abela Degiovanni     | 21:9, 21:8          |